# Осетинская Википедия
Осети́нская Википе́дия (осет. Википеди иронау) — раздел Википедии на осетинском языке. Открылась 28 февраля 2005 года, но до мая 2005 года интервики с префиксом os: не работали. По состоянию на 16 июля 2025 года в ней насчитывается 20 762 статьи.
Значительный рост осетинской Википедии пришёлся на декабрь 2008 и первые месяцы 2009 года.
Увеличение числа постоянных участников позволило организовать в осетинском разделе совместную работу месяца (Википеди:Хъазуатон куыст). К совместной работе выбирается две темы — «тема месяца» и «страна месяца». В результате совместной работы за январь 2009 года были созданы или значительно улучшены 42 статьи о Никарагуа (и многие о Латинской Америке). В феврале того же года созданы или значительно улучшены более 50 статей о Болгарии. «Страной месяца» в марте избрана Грузия. Иногда темы месяца повторяются два и более месяцев подряд, обычно из-за недостатка голосов в голосовании за новые темы-кандидаты: так случилось в летние месяцы (Италия и осетинский кинематограф) и в октябре-ноябре 2009 года (Венесуэла и исправление статей-сирот).

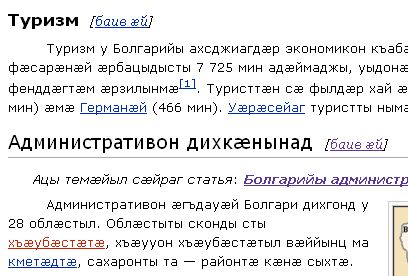
Скриншот, на котором видны абзацные отступы и ссылки на редактирование подразделов. Статья (Болгария) утром 3 марта 2009 года

На осетинский раздел наибольшее влияние оказывает русская Википедия — это переводы статей, перенос шаблонов, заимствование некоторых практик именования (например, в статьях о персоналиях или реках). Однако по многим вопросам были приняты решения под влиянием других разделов: так в текстах статей абзацы выделяются абзацным отступом («красной строкой») по примеру тайского раздела, а ссылка на редактирование подразделов отображается рядом с заголовком подраздела — по примеру болгарской Википедии.
Судя по объективным показателям, осетинская Википедия является одним из самых качественных разделов своей категории (от 1000 до 10 000 статей). Так сложный показатель глубины для раздела на осетинском языке в середине марта 2009 года был равен 86 единицам, что делало осетинский раздел пятым в категории. Показатель глубины русской Википедии на тот же момент был равен 77.
В марте 2009 года во Владикавказе при поддержке фонда «Кредо-Знания» состоялась серия из четырёх семинаров об осетинской Википедии: для учителей и учеников средней школы № 7 (на её базе), для преподавателей Северо-Осетинского государственного университета и Северо-Осетинского государственного педагогического института, а также для осетиноведов Северо-Осетинского института гуманитарных и социальных исследований (на базе Владикавказского института управления).
В феврале 2010 года осетинская Википедия получила особенное внимание местной прессы и блогосферы в связи с «двойным юбилеем» раздела (пять лет со дня запуска и 5000 статей). В частности, большой материал об осетинской Википедии вышел 3 марта 2010 года в ежедневной республиканской газете «Северная Осетия».
Несколько упоминаний осетинского раздела появилось в СМИ Северной Осетии в связи с днём осетинского языка и литературы 15 мая 2012 года. Так на транслировавшейся по местному телевидению встрече Т. Д. Мамсурова со специалистами в области осетинского языка «глава республики … поддержал предложение, прозвучавшее из уст ведущего программы „Махинымар“ на канале ГТРК „Алания“ Цара Джанаева о том, что ученики могли бы за счёт собственных небольших исследований о деятелях осетинской литературы, культуры и искусства пополнить существующий информационный базис Википедии на родном языке».
Работе осетинской Википедии посвящены блог в Живом Журнале и группа вКонтакте.

## Активность осетинской Википедии
- 24 февраля 2010 года — 5000-я статья (Дæллаг Австри)
- 2 октября 2011 года — 8000-я статья (Санибагом)
- 4 июля 2013 года — 9 000 статей (Browse Happy)
- ноябрь 2014 года — 10 000 статей

### Важные страницы Осетинской Википедии
- Посольство Осетинской Википедии

### Об Осетинской Википедии
- Википедия на осетинском языке открыта!
- «Википедия полезна для каждого участника». Снова о проекте os.wikipedia.org Архивная копия от 23 марта 2019 на Wayback Machine // Ossetia.ru, июль 2005 года.
- Южная Осетия и осетинская Википедия: актуальное интервью Архивная копия от 24 ноября 2009 на Wayback Machine // Ironau.ru, 2005 год.
- Электронная энциклопедия на осетинском языке становится реальностью! // Iriston.ru, 2006 год.
- О болгарской неделе в осетинском разделе Архивная копия от 28 мая 2010 на Wayback Machine  (болг.)
- Очень громко об осетинском разделе Википедии Архивная копия от 17 сентября 2010 на Wayback Machine // О семинарах и выступлении на ТВ в марте 2009 года.
- Телеканал «Вести-Алания». Запись интервью Вячеслава Иванова в телепередаче «Пятница»
- Электронная энциклопедия по-осетински (недоступная ссылка) // «Народы Кавказа», № 4/2009.
- В Осетинской Википедии пять тысяч статей // Ossetia.ru, февраль 2010 года
- Лиза Валиева. Осетинской Википедии 10 лет. Ossetia.ru (28 февраля 2015). Дата обращения: 1 марта 2015. Архивировано 31 октября 2018 года.
- Виктория Осетинская. Вячеслав Иванов: Душа народа — не в языке, а в отношении народа к своему языку (к 10-летию осетинской Википедии). Gradus.pro (1 марта 2015). Дата обращения: 1 марта 2015. Архивировано из оригинала 30 марта 2015 года.